# Distrito de Champawat
Champawat (en hindi: चम्पावत जिला) es un distrito de la India en el estado de Uttarakhand. Código ISO: IN.UL.CP.
Comprende una superficie de 1721 km².
El centro administrativo es la ciudad de Champawat.

## Demografía
Según censo 2011 contaba con una población total de 259315 habitantes, de los cuales 128 434 eran mujeres y 130 881 varones.